# سیمبا (شیرشاه)
سیمبا شیری تخیلی و انسان‌وار است که برای اولین بار در سال ۱۹۹۴ در فیلم پویانمایی «شیرشاه» ظاهر شد.
تا به حال بازیگران بسیار متعددی به جای سیمبا حرف زده‌اند. از آن جمله‌اند: جاناتان تیلور توماس، ماتیو برودریک، جیسون ویور، جوزف ویلیامز، اوان ساسدو، کم کلارک، و مات وینبرگ.
سیمبا در زبان سواحلی به معنای «شیر» است.